# Абрамович Євген Олександрович
Євген Олександрович Абрамович (біл. Яўген Аляксандравіч Абрамовіч, нар. 17 вересня 1995, Борисов, Мінська область, Білорусь) — білоруський футболіст, воротар клубу «Торпедо-БелАЗ».

## Клубна кар'єра
У 2015 році розпочав кар'єру у жодинському «Торпедо-БелАЗі», де грав три з половиною роки. Також викликався до першої команди як третій воротар, але ніколи не грав за неї.
У серпні 2018 року орендований «Смолевичами». 7 жовтня 2018 року дебютував у Вищій лізі, провівши всі 90 хвилин у матчі проти мінського «Динамо» (0:2). Згодом почав частіше з'являтися у стартовому складі. У грудні 2018 року продовжив угоду зі «Смолевичами». Сезон 2019 року розпочав основним воротарес, але у вересні перестав виходити на футбольне поле. У січні 2020 року залишив «Смолевичі».
З початку 2020 року тренувався з держинським «Арсеналом», а в березні підписав контракт з вище вказаним клубом. Став основним воротарем дзержинської команди.
У січні 2021 року повернувся до «Торпедо-БелАЗа».

## Статистика виступів
| Сезон    | Дивізіон | Клуб            | Країна   | Матчі | Голи |
| -------- | -------- | --------------- | -------- | ----- | ---- |
| 2015     | дубль    | «Торпедо-БелАЗ» | Білорусь | 23    | -43  |
| 2016     | дубль    | «Торпедо-БелАЗ» | Білорусь | 28    | -26  |
| 2017     | дубль    | «Торпедо-БелАЗ» | Білорусь | 23    | -27  |
| 2018 (1) | дубль    | «Торпедо-БелАЗ» | Білорусь | 12    | -25  |
| 2018 (2) | Д1       | «Смолевичі»     | Білорусь | 7     | -12  |
| 2019     | Д2       | «Смолевичі»     | Білорусь | 16    | -9   |
| 2020     | Д2       | «Арсенал»       | Білорусь | 18    | -20  |

## Титули і досягнення
- Володар Кубка Білорусі (1):

«Торпедо-БелАЗ»: 2022-23
- Володар Суперкубка Білорусі (1):

«Торпедо-БелАЗ»: 2024